# Camilla Dalberg
Camilla Dalberg (28 de junio de 1870-febrero de 1968) fue una actriz y escritora germano-estadounidense conocida por sus papeles como Mrs. Clare en Tess of the D'Urbervilles (1913) y de la madre en The Seven Sisters (1915), así como por otros numerosos papeles en el teatro y el cine durante las décadas de 1910 y 1920. Dalberg también escribió y protagonizó el cortometraje After Many Days (1912).

## Vida
Dalberg nació en Frankfurt, Alemania el 28 de junio de 1870 y estuvo casada con el también actor Charles Kraus, con quien apareció en The Seven Sisters (1915). Dalberg murió en El Bronx, Nueva York en febrero de 1968. Tenía 97 años.

## Filmografía[1]
| Título                       | Papel                   | Año  | Director                          | Fuentes adicionales |
| ---------------------------- | ----------------------- | ---- | --------------------------------- | ------------------- |
| The Chamber Mystery          | Mrs. West               | 1920 | Abraham Schomer                   | [ 2 ]               |
| Just a Woman                 |                         | 1918 | Julius Steger                     |                     |
| Draft 258                    | Marcita Blein           | 1917 | Christy Cabanne                   |                     |
| Should a Baby Die?           |                         | 1916 | Perry N. Vekroff                  |                     |
| One Million Dollars          | Mrs. Cookie             | 1915 | John W. Noble                     |                     |
| The Woman Next Door          | Mrs. Grayson            | 1915 | Walter Edwin                      | [ 3 ]               |
| The Seven Sisters            | Madre                   | 1915 | Sidney Olcott                     |                     |
| Love and Money               | Una viuda rica          | 1915 | Carroll Fleming                   |                     |
| One of Our Girls             | Mme. Fonblaque          | 1914 | Thomas N. Heffron                 |                     |
| The Brute                    | Mrs. Pope               | 1914 | Thomas N. Heffron                 |                     |
| In the Bishop's Carriage     | La actriz               | 1913 | J. Searle Dawley, Edwin S. Porter |                     |
| Tess of the D'Urbervilles    | Mrs. Clare              | 1913 | J. Searle Dawley                  |                     |
| A Chase Across the Continent | Mrs. Worthington-La tía | 1912 | J. Searle Dawley                  |                     |
| After Many Days              | Hija de Anton           | 1912 |                                   |                     |
| How Sir Andrew Lost His Vote | The Hostess             | 1911 | Ashley Miller                     |                     |
| The Heart of Nichette        | Mlle. Nichette          | 1911 | Ashley Miller                     |                     |

## Papeles teatrales[4]
| Título                 | Papel                     | Fecha de apertura        | Fuentes adicionales |
| ---------------------- | ------------------------- | ------------------------ | ------------------- |
| These Modern Women     | Marie Louise              | 13 de febrero de 1928    |                     |
| The Garden of Eden     | Madame Rimsky             | 27 de septiembre de 1927 |                     |
| Money From Home        | Nannie Bauer              | 28 de febrero de 1927    |                     |
| Hurricane              | Martha Olczewski (Deeney) | 25 de diciembre de 1923  |                     |
| Pride                  | Mrs. Bohn                 | 2 de mayo de 1923        |                     |
| Buddies                | Madam Benoit              | 27 de octubre de 1919    |                     |
| The Woman on the Index | Intérprete                | 29 de agosto de 1918     |                     |
| The Great Lover        | Bianca Souio              | 10 de noviembre de 1915  | [ 5 ]               |
| The Joy of LIving      | Condesa Beata             |                          | [ 6 ]               |
| La Main                |                           |                          | [ 7 ]               |